# نسمة محجوب
نسمة محجوب (26 سبتمبر 1989 -)، مغنية مصرية، وهي الفائزة في ستار أكاديمي بنسخته الثامنة. وهي ابنة المخرج علاء محجوب ووالدتها مضيفة جوية، وهي خريجة المدرسة الألمانية.
في عام 2013 شاركت في النسخة العربية لفيلم ديزني ملكة الثلج في دور إلسا حوارًا وغناءً، وتعتبر أول تجربة لها في الدبلجة.
في عام 2013 قامت بتقديم مشروع تخرج تمصير لمسرحية البؤساء ونجحت نحاجاً عظيماً وتم تقديم المسرحية في برنامج باسم يوسف ولقت صدى عظيماً وقامت بتأدية المسرحية في العديد من الولايات الأمريكية
في عام 2014 قدمت نسمة مسرحية جديدة على مسرح الفن مسرحية دنيا حبيبتى مع الفنان القدير كمال ابورية والفنان رضا ادريس والفنان سيد جبر وكوكبة من نجوم المعهد

## أعمالها

### في الغناء

#### ألبومات
- هتقولي ايه (2012)، وقد ضم 12 أغنية منها 10 أغاني مصرية أغنية خليجية و أغنية باللغة الإنجليزية :
- هتقوللي ايه
- الحلو ماله
- قلبي و حرة فيه
- عارفاك
- سيب روحك
- مستغناش
- بستغرب
- يا طيور
- الي مجننك
- life won`t end
- قامت بتقديم دعاء جتلك يارب عام 2011
- قامت بتقديم أغنية متخليش حاجة توقفك لشركة #فودافون
- قامت بغناء أغنية قد الدنيا لمصر في عام 2012
- قامت بغناء أغنية البوسطجية اشتكوا لفيلم #بنطلون جوليت
- قامت بغناء أغنية للمسلسل الشهير #روبي أغنية #لازم تتغير والتي لاقت نجاح عظيم
- قامت بعمل اوبريت مع كوكبة من النجوم اوبريت #نبي الرحمة
- بالإشراك مع فرقة فونوجراف قامت نسمة بإعادة توزيع بعض الأعمال منهم ما عرض في رمضان #رمضان جانا وأغنية أيضا #سلمولي على مصر ويوجد بعد الأعمال مع فونوجراف في الأيام القادمة
- قامت بتقديم دعاء إلهى عام 2014

### أفلام
| السنة | العنوان              | الدور | ملاحظة       |
| ----- | -------------------- | ----- | ------------ |
| 2013  | ملكة الثلج           | إلسا  | الصوت العربي |
| 2015  | حمى الجليد           | إلسا  | الصوت العربي |
| 2017  | مغامرة أولاف الثلجية | إلسا  | الصوت العربي |
| 2018  | رالف يدمر الانترنت   | إلسا  | الصوت العربي |
| 2020  | ملكة الثلج ٢         | إلسا  | الصوت العربي |

2014 مسرحية دنيا حببتى مع المخرج جلال الشرقاوى

### مسرحيات
قامت بتقديم مشروع تخرجها من الجامعة الأمريكية بتقديم تمصير لمسرحية البؤساء على مسرح الجامعة الأمريكية ونجحت نجاح كبير وقامت باعادة تمثيلها على مسرح برنامج البرنامح مع باسم يوسف وقامت بتقديمها على العديد من المسارح الأمريكية بعدة ولايات في أمريكا
وتقوم في الوقت الحالى بتقديم مسرحية دنيا حبيبتى مع الفنان القدير كمال أبو رية و الفنان رضا ادريس والفنان سيد جبر ومجموعه من طلاب المعهد واخراج القدير جلال الشرقاوى

## وصلات خارجية
- نسمة محجوب على موقع IMDb (الإنجليزية)

| سبقه ناصيف الزيتون | الفائز بلقب ستار أكاديمي موسم 2011 | تبعه محمود محي |